# Biederthal
Biederthal település Franciaországban, Haut-Rhin megyében. Lakosainak száma 329 fő (2022. január 1.). Biederthal Oltingue és Wolschwiller községekkel határos.

## Népesség
A település népességének változása:
| Lakosok száma | 275  | 302  | 329  | 317  | 318  | 323  | 325  | 327  | 329  |
|               | 2013 | 2015 | 2016 | 2017 | 2018 | 2019 | 2020 | 2021 | 2022 |